# Saxåns mynning-Järavallen
Saxåns mynning-Järavallen este o arie protejată (arie specială de conservare — SAC, sit de importanță comunitară — SCI) din Suedia întinsă pe o suprafață de 1.956,6 ha, integral pe uscat.

## Localizare
Centrul sitului Saxåns mynning-Järavallen este situat la coordonatele 55°49′20″N 12°53′39″E / 55.8223°N 12.8943°E.

## Înființare
Situl Saxåns mynning-Järavallen a fost declarat sit de importanță comunitară în ianuarie 2002 pentru a proteja un număr necunoscut de specii din flora spontană și fauna sălbatică aflate în arealul zonei. Situl a fost protejat și ca arie specială de conservare în martie 2011.

## Biodiversitate
Situată în ecoregiunile continentală și marină Atlantică, aria protejată conține 4 habitate naturale: Bancuri de nisip acoperite în permanență slab de apă marină, Estuare, Terase mlăștinoase și terase nisipoase neacoperite de apă la reflux, Recifuri.
La baza desemnării sitului se află un număr nedeclarat de specii protejate.